# میه‌تو

خانه کاپیتان در میه‌تو در سال ۱۹۳۹

میه‌تو (فنلاندی: Mieto؛ فنلاندی: Mietaa یا فنلاندی: Mietaankylä) روستایی در شهر کوریکا در اوستروبوتنیای جنوبی، فنلاند است. این روستا با جمعیتی حدود ۹۰۰ نفر، در شش کیلومتری جنوب مرکز کوریکا واقع شده است. رودخانه کائوهایوکی از میان این روستا به سمت مرکز کوریکا جریان دارد. در پایین دست میه‌تو، این رودخانه با رودخانه یالاسیوکی ادغام شده و به رودخانه کورون‌یوکی تبدیل می‌شود.
این روستا مدرسه ابتدایی مخصوص به خود را دارد و کتابخانه سیار کوریکا هر هفته در آن توقف دارد. باشگاه جوانان میه‌تو برای دهه‌ها به مکانی برای رقص شناخته شده بود و خانه باشگاه جوانان در حال حاضر فعالیت‌های ورزشی متنوعی را ارائه می‌دهد. ساحلی در کنار رودخانه در نزدیکی تریپوسنسیلا وجود دارد.
بخش کوریکا دفتری در میه‌تو دارد. میه‌تو به عنوان روستای زادگاه اسکی‌باز سابق و نماینده مجلس یوها میتو شناخته می‌شود.